# Шатилова, Анна Николаевна
А́нна Никола́евна Шати́лова (род. 26 ноября 1938, дер. Шихово, Одинцовский район, Московская область, РСФСР, СССР) — советский и российский диктор Центрального телевидения Гостелерадио СССР (1962—1995), теле- и радиоведущая, актриса; народная артистка РСФСР (1988).

## Биография
Анна Шатилова родилась 26 ноября 1938 года в семье участника Великой Отечественной войны Николая Ивановича Панкина. Отец пропал без вести в октябре 1941 года. Его судьбу удалось узнать спустя шестьдесят лет — он умер, когда ей было 5 лет, в ста километрах от Лейпцига, в лагере для военнопленных «Цайтхайн». Мать работала поваром в Шиховском детском доме, куда свезли детей, оставшихся сиротами во время войны.
Детские годы Анна провела в Звенигороде, где окончила среднюю школу № 2 с золотой медалью. Уже с пяти-шести лет читала со сцены стихи, такие как лирическая «Берёзка» и патриотическая «Баллада о Заслонове и его адъютанте Женьке». Именно тогда, по её мнению, и произошла естественная постановка её голоса. Будучи школьницей, участвовала в художественной самодеятельности.
После окончания школы училась на физико-математическом факультете Московского областного педагогического института имени Н. К. Крупской. На третьем курсе вместе с другими студентами её на три недели послали от института на алтайскую целину на уборку зерна и свёклы, о чём Анна Николаевна Шатилова вспоминала: «…Мы восемь дней добирались до Алтая в „телятниках“, спали плечом к плечу на досках в телогрейках. Даже переворачивались по команде. Это сейчас кажется, что было трудно. Тогда мы чувствовали себя бесконечно счастливыми. Вернулись, ничего толком не заработав. Привезла с собой огромный каравай, горшочек мёда и медаль „За освоение целины“…»
Вернувшись с целины, совершенно случайно прочитала в общежитии института в Малаховке объявление о наборе дикторов на Всесоюзное радио Гостелерадио СССР, рискнула — и прошла отбор: из пятисот человек отобрали пять, а в «телевизор» позже в итоге попали только трое.
Отбор проводили ведущие дикторы советской эпохи Ольга Сергеевна Высоцкая и Юрий Борисович Левитан, известные всей стране по сводкам «Совинформбюро» и радионовостям, передаваемым ими с фронтов в годы Великой Отечественной войны. Впоследствии они стали её учителями и наставниками в профессии. Кроме Высоцкой и Левитана, педагогом Анны был ещё один известный советский диктор Всесоюзного радио Гостелерадио СССР — Владимир Борисович Герцик.
Сразу после поступления на дикторские курсы Шатилова перевелась на заочное отделение филологического факультета того же института и окончила его.
В 1962 году Анна Шатилова была принята на Центральное телевидение СССР, на протяжении многих лет оставаясь лицом советского телевидения. Она вела выпуски информационных программ «Время», «Новости», развлекательные программы, среди которых огромной популярностью пользовался «Голубой огонёк», а также репортажи с праздничных шествий, демонстраций, фестивалей.
В 1963 году молодому диктору Анне Шатиловой было поручено зачитать в прямом телеэфире срочное сообщение ТАСС об убийстве Джона Кеннеди.
В 1973 году Шатилова была направлена от Гостелерадио СССР в Японию вести уроки русского языка на телевидении по приглашению японской телекомпании, где целый год вела программу «Говорите по-русски». За время работы в Токио она нашла свой «фирменный» стиль в одежде.
По словам Шатиловой, она не вступила в КПСС только потому, что лень было учить Устав партии.
Работала на телевидении до 1995 года, в 1991—1995 годах оставалась диктором РГТРК «Останкино».

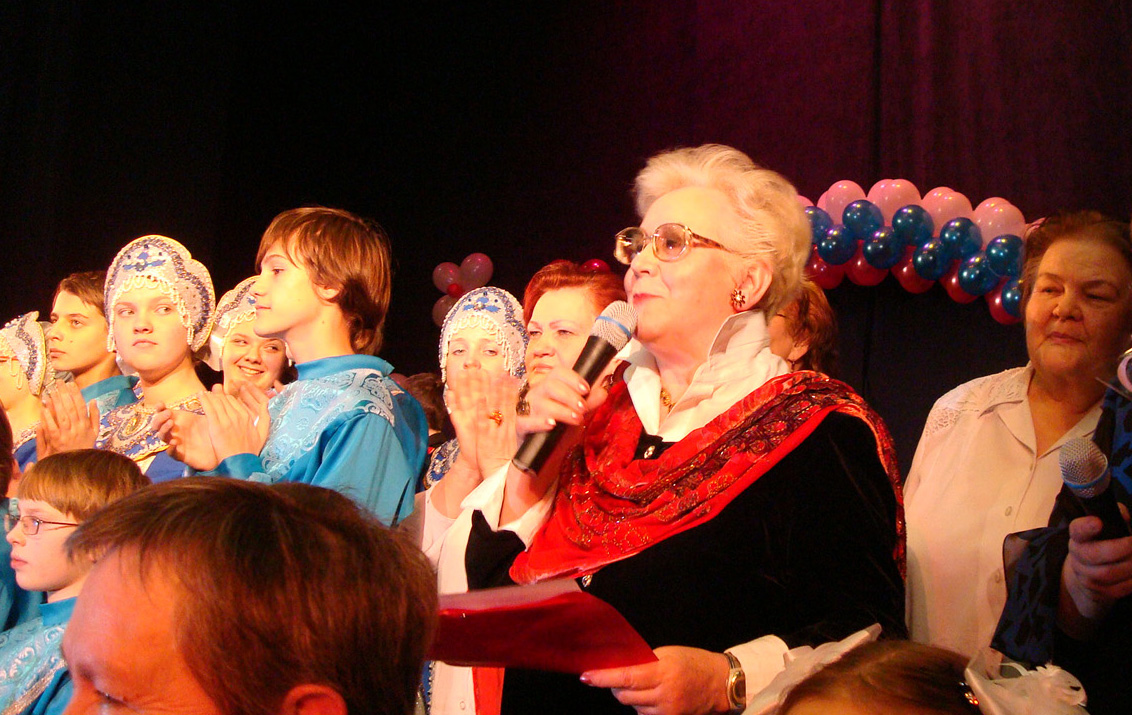
Анна Шатилова — ведущая праздничного концерта, 2009 год

В настоящее время Анна Шатилова по-прежнему продолжает работать диктором на телевидении и состоит в штате Первого канала. Много лет является бессменной ведущей церемоний открытия и закрытия Международного телекинофорума «Вместе» в Ялте. Вела программу «Не время» на радио «Юмор FM». Её приглашают вести церемонии парадов на Красной площади в Москве, церемонии вручения премий, юбилеи, дни города и множество других праздничных мероприятий. Анна Шатилова – ведущая церемоний вручения премии «Золотое перо Руси». Она — частый гость различных телевизионных программ и ток-шоу, куда её приглашают её коллеги и бывшие ученики. Коллега Шатиловой Игорь Кириллов отзывался о ней как о темпераментном и жизнелюбивом человеке: 

«… Как она всё успевает — я удивляюсь. За один вечер может провести два мероприятия, показаться на одном канале и тут же на другом. Она до сих пор является артисткой телевидения. Истинно народной».
26 ноября 2013 года Председатель Правительства Российской Федерации Дмитрий Медведев поздравил легендарного диктора Анну Шатилову с 75-летним юбилеем:

…Вас, яркую и обаятельную, любят миллионы зрителей и глубоко уважают коллеги. Вся Ваша жизнь так или иначе связана с телевидением, где Вы в совершенстве овладели секретами дикторского искусства. Выпуски информационной программы «Время» сделали Вас лицом и голосом страны. Без Вашего участия трудно представить трансляцию парадов с Красной площади, популярные телепередачи, концерты и фестивали…
— Д. Медведев
В 2020 году (в паре с Игорем Кирилловым) озвучила отреставрированную версию Парада Победы 1945 года. 23 января 2022 года в Москве состоялся праздничный концерт, посвящённый 60-летию Государственного Кремлёвского дворца, одними из ведущих которого были Анна Шатилова и Евгений Кочергин.

## Трудовая деятельность

### Работа на телевидении
Анна Шатилова вела следующие программы советского и российского телевидения:
- «Время» (была первой ведущей программы в паре с диктором Евгением Сусловым);
- «Новости»;
- Международный фестиваль телевизионных программ о народном творчестве «Радуга»;
- Церемонии парадов на Красной площади;
- «Голубой огонёк».
- «Говорите по-русски» в Японии[источник не указан 1523 дня].
- Ежегодные церемонии открытия и закрытия Международного телекинофорума «Вместе» в Ялте[3].
- Церемония вручения премии «Человек года» (2013)[11]. «Кто хочет стать миллионером?» как соведущая Дмитрия Диброва (1 декабря 2018)

### Фильмография
- 1972 — Вашингтонский корреспондент — камео
- 1976 — Быть братом — камео[12]
- 1986 — Лицом к лицу — камео[12]
- 1989 — Частный детектив, или Операция «Кооперация» — камео
- 1989 — Вход в лабиринт — камео
- 2000 — Зависть богов — камео
- 2016 — Обратная сторона Луны — камео
- 2019 — Беловодье. Тайна затерянной страны — камео[13]

## Государственные награды

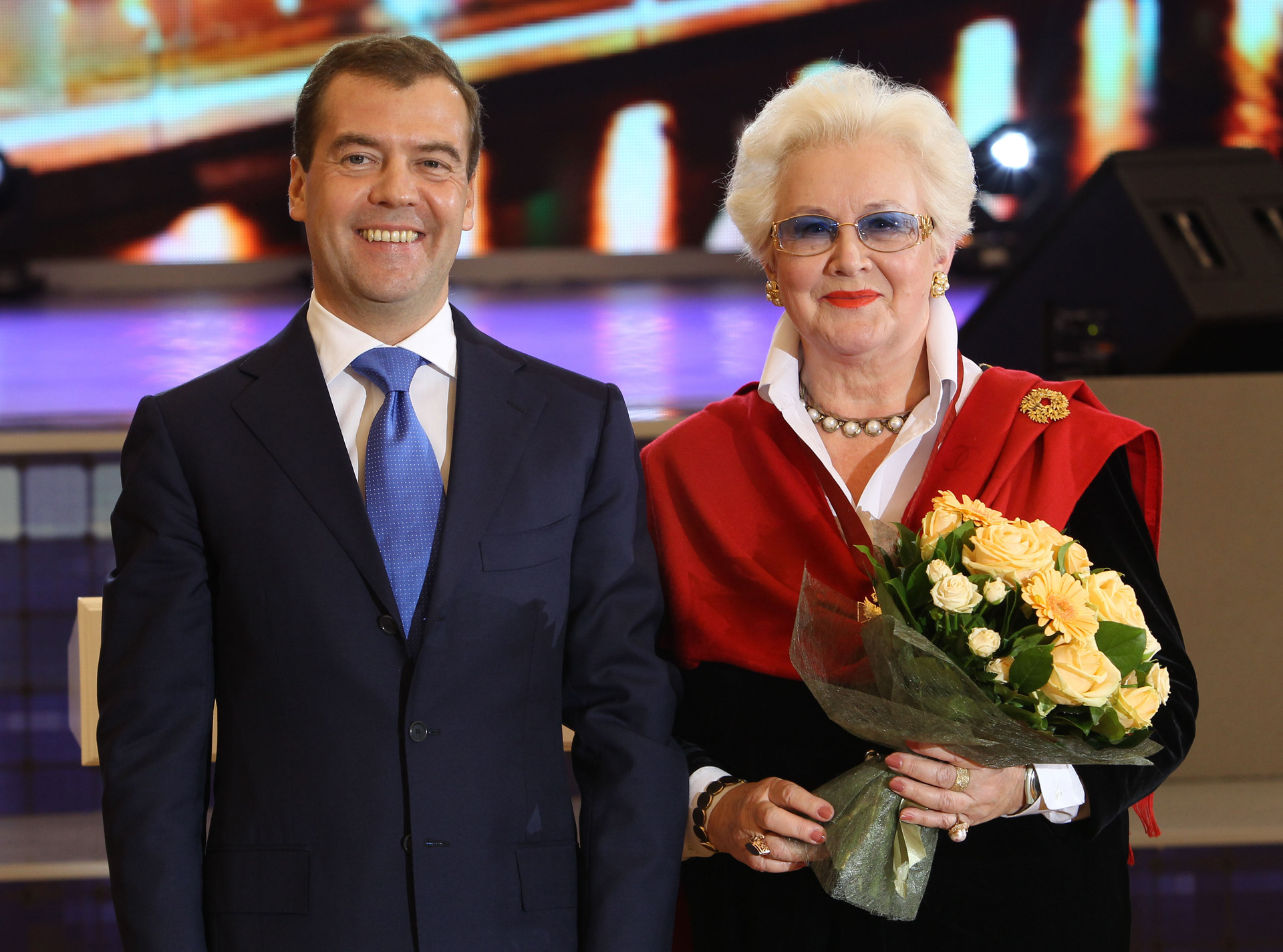
Церемония награждения орденом «За заслуги перед Отечеством» III степени.
17 ноября 2011 года

- 1959 год — Медаль «За освоение целинных земель».
- 1978 год — почётное звание Заслуженный артист РСФСР.
- 1988 год — почётное звание Народный артист РСФСР.
- 2005 год — Благодарность Президента Российской Федерации — за заслуги в подготовке и проведении праздничных мероприятий, посвящённых 60-летию Победы в Великой Отечественной войне 1941—1945 годов[14].
- 2006 год — Орден Почёта — за большой вклад в развитие отечественного телерадиовещания и многолетнюю плодотворную деятельность[15].
- 2011 год — Орден «За заслуги перед Отечеством» III степени — за большие заслуги в развитии отечественного телевидения и многолетнюю плодотворную деятельность[16].
- 2013 год — Почётный знак «За заслуги в развитии культуры и искусства» (Межпарламентская ассамблея СНГ) — за значительный вклад в формирование и развитие общего культурного пространства государств — участников Содружества Независимых Государств, реализацию идей сотрудничества в сфере культуры и искусства[17].
- 2019 год — Почётная грамота Московской городской думы — за заслуги перед городским сообществом[18].
- 2024 год — Орден «За заслуги в культуре и искусстве» — за большой вклад в развитие отечественной культуры и искусства, многолетнюю плодотворную деятельность[19].

## Личная жизнь
Была в браке один раз, муж — Алексей Борисович Шатилов (1936—2008), окончил МИСИ, работал в научных лабораториях. Был высокообразованным человеком, любил классическую музыку.
- Сын — Кирилл Алексеевич Шатилов (р. 31 января 1967), окончил романо-германское отделение МГУ.